# جوليوس كوروستليف
جوليوس كوروستليف لاعب تشيكوسلوفاكي سابق ولد في تورتشيانسكي سفاتي مارتن في 19 يونيو 1923 وتوفي في 18 أكتوبر 2006 لعب لمدة سنة في اواسط خمسينيات القرن العشرين في براتيسلافا ثم انتقل إلى إيطاليا حيث لعب لمدة عشر سنوات في عدة اندية قبل أن يدرب نادي اليوفنتوس لمدة سنة.

## روابط خارجية
- جوليوس كوروستليف على موقع ناشيونال فوتبول تيمز (الإنجليزية)